# Ибраим-Конрат
Ибраи́м-Конра́т (укр. Iбраїм-Конрат, крымскотат. İbraim Qoñrat, Ибраим Къонърат) — исчезнувшее село в Первомайском районе Республики Крым, располагавшееся на западе района, в степной части Крыма, у границы с Раздольненским районом — примерно в 3 км юго-восточнее современного села Алексеевка.

### Динамика численности населения
- 1805 год — 64 чел.[5]
- 1900 год — 70 чел.[6]
- 1915 год — 7/31 чел.[7][8]
- 1926 год — 52 чел.[9]

## История
Первое документальное упоминание села встречается в Камеральном Описании Крыма… 1784 года, судя по которому, в последний период Крымского ханства Конрат входил в Самарчик кадылык Перекопского каймаканства. После присоединения Крыма к Российской империи (8) 19 апреля 1783 года, (8) 19 февраля 1784 года, именным указом Екатерины II сенату, на территории бывшего Крымского ханства была образована Таврическая область и деревня была приписана к Евпаторийскому уезду. После павловских реформ, с 1796 по 1802 год входила в Акмечетский уезд Новороссийской губернии. По новому административному делению, после создания 8 (20) октября 1802 года Таврической губернии, Ибраим-Конрат был включён в состав Джелаирской волости Евпаторийского уезда.
По Ведомости о волостях и селениях, в Евпаторийском уезде с показанием числа дворов и душ… от 19 апреля 1806 года в деревне Ибрагим-Конрат числилось 10 дворов, 63 крымских татарина и 1 ясыр. На военно-топографической карте генерал-майора Мухина 1817 года деревня Абраам конрат обозначена с 14 дворами. После реформы волостного деления 1829 года Конрат, согласно «Ведомости о казённых волостях Таврической губернии 1829 года», отнесли к Атайской волости (переименованной из Джелаирской). На карте 1836 года в деревне 18 дворов. Видимо, вследствие эмиграции крымских татар в Турцию, деревня заметно опустела, и на карте 1842 года Ибраим-Конрат (или Конрат) обозначен условным знаком «малая деревня» (это означает, что в нём насчитывалось менее 5 дворов).
В 1860-х годах, после земской реформы Александра II, деревню приписали к Биюк-Асской волости. Согласно «Памятной книжке Таврической губернии за 1867 год», деревня была покинута жителями — ввиду эмиграции крымских татар 1860—1864 годов, особенно массовой после Крымской войны 1853—1856 годов, в Турцию и представляла собой помещичью экономию без жителей. По обследованиям профессора А. Н. Козловского 1867 года, вода в колодцах селения Ибрам-Конрат была пресная, а их глубина достигала 30—40 саженей «и более» (63—85 м). На трехверстовой карте Шуберта 1865—1876 года отмечен хутор Ибраим-Конрат.
Вновь в доступных источниках название встречается в «…Памятной книжке Таврической губернии на 1900 год», согласно которой на хуторе Ибраим Конрат Коджанбакской волости числилось 70 жителей в 12 дворах. По Статистическому справочнику Таврической губернии. Ч.II-я. Статистический очерк, выпуск пятый Евпаторийский уезд, 1915 год, на хуторе Ибрагим-Конрат (братьев Шокоревых) Коджамбакской волости Евпаторийского уезда числился 1 двор с русским населением в количестве 7 человек приписных жителей и 31 — «посторонних», из которых 28 мужчин и 10 женщин. При хуторе числилось 1459 десятин удобной земли. В хозяйстве имелось 61 лошадь, 16 волов, 21 корова и 831 голова мелкого скота.
После установления в Крыму Советской власти, по постановлению Крымревкома от 8 января 1921 года № 206 «Об изменении административных границ» была упразднена волостная система и село вошло в состав Евпаторийского района Евпаторийского уезда, а в 1922 году уезды получили название округов. 11 октября 1923 года, согласно постановлению ВЦИК, в административное деление Крымской АССР были внесены изменения, в результате которых округа были отменены и произошло укрупнение районов — территорию округа включили в Евпаторийский район. Согласно Списку населённых пунктов Крымской АССР по Всесоюзной переписи 17 декабря 1926 года, в селе Ибраим-Конрат, в составе упразднённого к 1940 году Черкезского сельсовета Евпаторийского района, числилось 13 дворов, все крестьянские, население составляло 52 человека, из них 51 русский и 1 немец. Постановлением ВЦИК РСФСР от 30 октября 1930 года был создан Фрайдорфский еврейский национальный район (переименованный указом Президиума Верховного Совета РСФСР № 621/6 от 14 декабря 1944 года в Новосёловский) (по другим данным 15 сентября 1931 года) и село включили в его состав. Последний раз развалины Ибраим-Конрат обозначены на друхкилометровой карте Генштаба 1942 года, но в дальнейшем в доступных документах не упоминается.